# هيرمان هو
هيرمان هو (بالصينية: 胡曉明) هو شخصية أعمال وسياسي صيني، ولد في 1 فبراير 1954. انتخب عضو مجلس الشعب الصيني ‏ عن دائرة هونغ كونغ خلال فترته النيابية ‏.